# Lars Erik Taxell
Lars Erik Taxell, född 6 april 1913 i Vasa, död 7 oktober 2013 i Åbo, var en finländsk jurist och politiker (Svenska folkpartiet). 

## Biografi
Taxell var Svenska folkpartiets partiordförande 1956–1966. Vid Åbo Akademi var han rektor på 1950-talet och kansler på 1980-talet. Han var far till Christoffer Taxell.
Taxell var rektor för Åbo Akademi 1950–1957. Professuren i privaträtt med allmän rättslära innehade han 1948–1976. Det nordiska juristpriset erhöll han år 1984. Taxell, som hade doktorerat i juridik år 1946, behandlade den principiella frågan om förhållandet mellan demokrati och rätt i sin forskning. Som kansler för Åbo Akademi tjänstgjorde han 1981–1984.
Taxell efterträdde 1956 Ernst von Born som Svenska folkpartiets partiordförande och efterträddes 1966 av Jan-Magnus Jansson.
År 1975 blev Taxell hedersdoktor vid juridiska fakulteten vid Stockholms universitet.
I april 2013 fyllde Taxell 100 år.